# Federico Tedeschini
Federico Tedeschini (Antrodoco, 12 de octubre de 1873 - Roma, 2 de noviembre de 1959) fue un cardenal y nuncio apostólico italiano.

## Biografía
Entró en el seminario diocesano con once años y permaneció durante cinco, para pasar luego al Seminario Pontificio Romano y, tras un año, al Seminario Pío.
Se licenció en Filosofía, Teología, Derecho Canónico y Civil. Fue ordenado sacerdote el 15 de julio de 1896. Obtiene el cargo de teólogo de la catedral de Rieti en 1898, si bien obtiene autorización para residir en Roma para continuar sus estudios.
Monseñor Volpini, en 1900, lo reclama a la Santa Sede, nombrándolo "minutante" de la Signatura de Estado en las dependencias de monseñor Della Chiesa. Elegido papa Della Chiesa, con el nombre de Benedicto XV, y nombrado Secretario de Estado de la Santa Sede el cardenal Domenico Ferrata, Tedeschini fue nombrado Sustituto de la Secretaría de Estado.
El 31 de marzo de 1921, Tedeschini fue nombrado Nuncio apostólico en Madrid. Al proclamarse la República Española en 1931, al frente de la representación pontificia en Madrid, contra la praxis tradicional de la Santa Sede de trasladar a sus diplomáticos cuando en una nación se produce un cambio radical de régimen, permaneció en su cargo hasta el 10 de junio de 1936. Es decir que representó al Papa en España durante el régimen liberal monárquico, la Dictadura de Primo de Rivera, el período de transición y la Segunda República. Fue creado cardenal in pectore en el consistorio de 13 de marzo de 1933, lo que no se hizo público hasta el consistorio de 16 de diciembre de 1935. En su puesto fue nombrado nuncio Filipo Cortesi. El estallido de la Guerra civil española en julio de 1936 impidió que Cortesi llegase a Madrid.
Al ser nombrado cardenal en 1935, el gobierno de la República Española le concedió el collar de la Orden de Isabel la Católica. Fue fundador de Acción Católica española. En 1939 fue nombrado arcipreste de la Basílica vaticana. En 1946 celebró sus bodas de oro sacerdotales y las de plata episcopales. En 1952 fue legado del Papa en el XXXV Congreso Eucarístico Internacional de Barcelona.
En 1946 Francisco Franco le concedió el collar de la Orden de Carlos III y,  en 1954, el título de Marqués de Santa María de la Almudena a su sobrino Juan Bautista Tedeschini Danieli.
Murió el 2 de noviembre de 1959 en el Palacio de la Dataría de Roma a la edad de 86 años. Descansa en las Grutas Vaticanas de la Basílica de San Pedro.